# Eugène Cardine

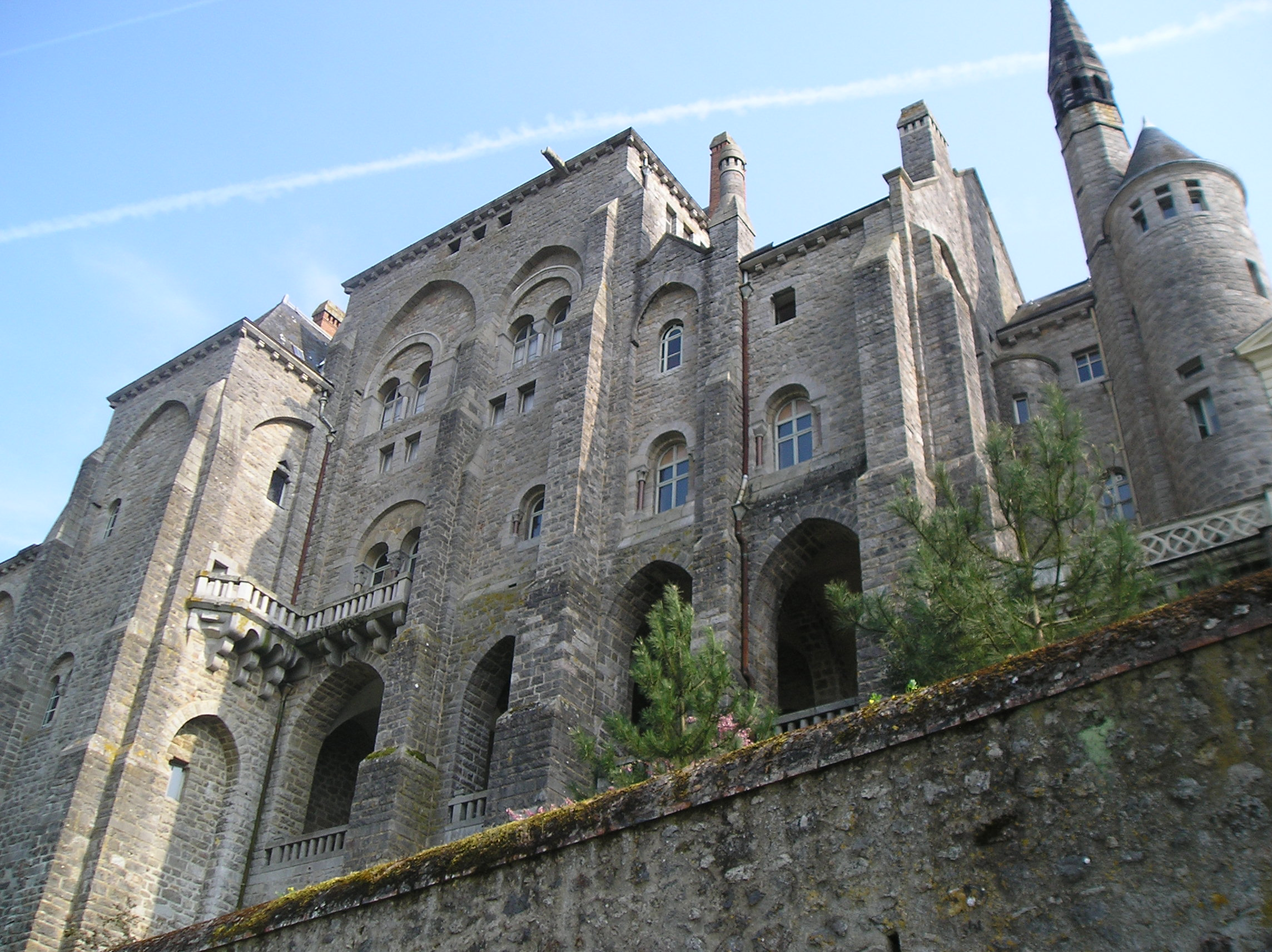
Abadía de Solesmes

Eugene-Alexandre Cardine (nacido el 11 de abril de 1905 en Courseulles-sur-Mer y fallecido el 24 de enero de 1988 en Solesmes) fue un monje benedictino, musicólogo y profesor de canto gregoriano. Se le considera fundador de una nueva semiología gregoriana que renovó por completo el conocimiento del canto gregoriano.

## Biografía
Hijo de un farmacéutico, Alexandre Cardine estudió en el "Collège Sainte-Marie" en Caen, teniendo que interrumpir sus estudios durante tres años a raíz de una enfermedad grave. Ingresó en el seminario de Caen en 1922, y en 1924-5 obtuvo el "baccalauréat ès lettres" en la universidad local. Entró en la abadía benedictina de Solesmes el 3 de octubre de 1928, Alexandre Cardine tomó el nombre religioso de Eugene y tomó los votos monásticos 29 de junio de 1930. fue ordenado sacerdote el 2 de septiembre de 1934.
En Solesmes se convirtió en especialista de música litúrgica, cantor y organista acompañante. El trabajo de esos años es el volumen conocido como Graduel neumé, transcrito a partir de manuscritos antiguos en notación neumática en los que señaló problemas que resolver. 
En 1952, Dom Cardine fue llamado a Roma como profesor de paleografía gregoriana en el Pontificio Instituto de Música Sacra. Nombrado miembro de la sección litúrgica de la comisión preparatoria del Concilio Vaticano II fue después miembro de la Comisión de exsequendam Constitutionem de Liturgia y tomó parte activa en la realización de los libros para la liturgia latina después de este consejo. En 1968 fue nombrado Consultor de la Sagrada Congregación de Ritos. Dejó la enseñanza romana en 1984 y regresó a Solesmes, donde a lo largo de las décadas se había establecido una sólida colaboración con otros eruditos y cohermanos como Dom Jean Claire y Dom Jacques Hourlier. Murió en Solesmes en 1988.